# Sadasari
Sadasari is een bestuurslaag in het regentschap Majalengka van de provincie West-Java, Indonesië. Sadasari telt 3476 inwoners (volkstelling 2010).